# Paisley
Paisley (gael. Pàislig) je administrativním centrem skotského kraje Renfrewshire. Leží 13 kilometrů jihozápadně od středu města Glasgow, nicméně zástavba obou měst srůstá a tvoří aglomeraci. Paisley je se svými 74000 obyvatel páté nejlidnatější město Skotska. Město leží na okraji Gleniffer Braes a protéká jím White Cart Water, přítok řeky Clyde.
Město samotné bylo založeno ve 12. století kolem místního opatství. V 19. století se Paisley stalo významným centrem počínajícího textilního průmyslu. Město je také spojeno s prvními dělnickými protesty.

## Dějiny
Původ Paisley je spojen s irskými mnichy. První kaple byla založena na přelomu 6. a 7. století.
V první polovině 19. století nabyl na významu textilní průmysl. Po městě Paisley byl pojmenován specifický (původně orientální) vzor potisku tkanin.

## Vzdělání
Paisley je sídlem moderní Univerzity Západního Skotska, která vznikla sloučením Univerzity v Paisley s Bell College v Hamiltonu. Univerzita v Paisley získala univerzitní status v roce 1992 navazujíc na postavení Paisley College of Technology.

## Doprava
Město Paisley je s okolím spojeno hustou sítí silnic, nejvýznamnější je dálnice M8 spojující Glasgow a Edinburgh, která město obchvacuje ze severu. Ve městě jsou celkem čtyři vlakové stanice. Železniční síť spojuje Paisley s centrem Glasgow stejně jako s oblastmi Inverclyde a také Severním a Jižním Ayrshirem. Železnice spojuje město také s mezinárodním letištěm v Prestwicku. Trajektem je možné dostat se do Irska.
Na severní hranici správního obvodu Paisley se nachází Mezinárodní letiště Glasgow. Letiště je napojené na dálnici M8 a specifický autobusový spoj zajišťuje spojení mezi letištěm a Gilmour Street, největším nádraží v Paisley. Výstavba plánovaného železničního spojení mezi letištěm a centrem Glasgow byla v roce 2009 z finančních důvodů zrušena.

## Významní rodáci
- Robert II. Stuart
- William Hart
- William Notman
- Paul McGillion
- Gerard Butler

## Fotogalerie

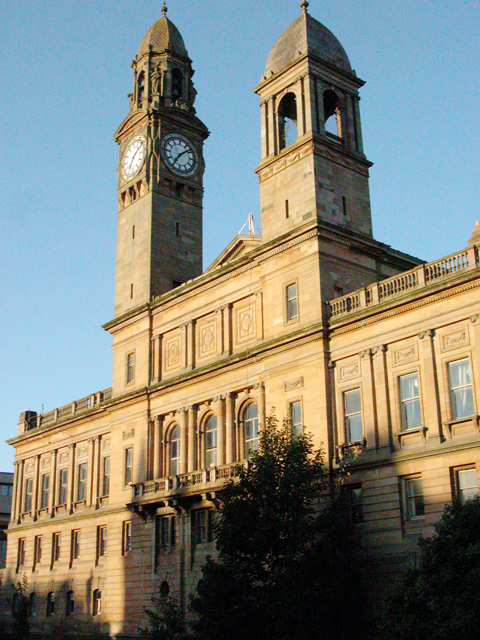
Radnice
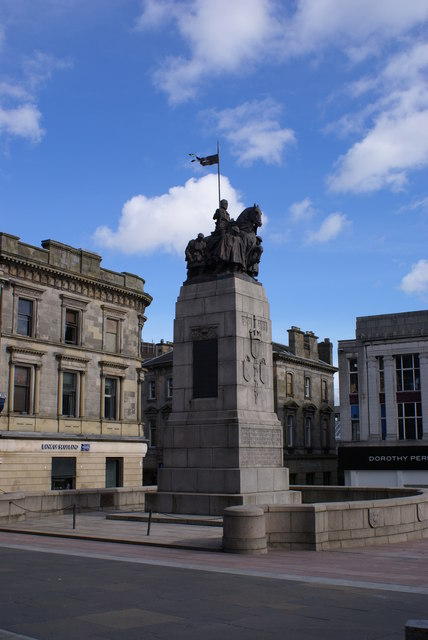
Válečný pomník
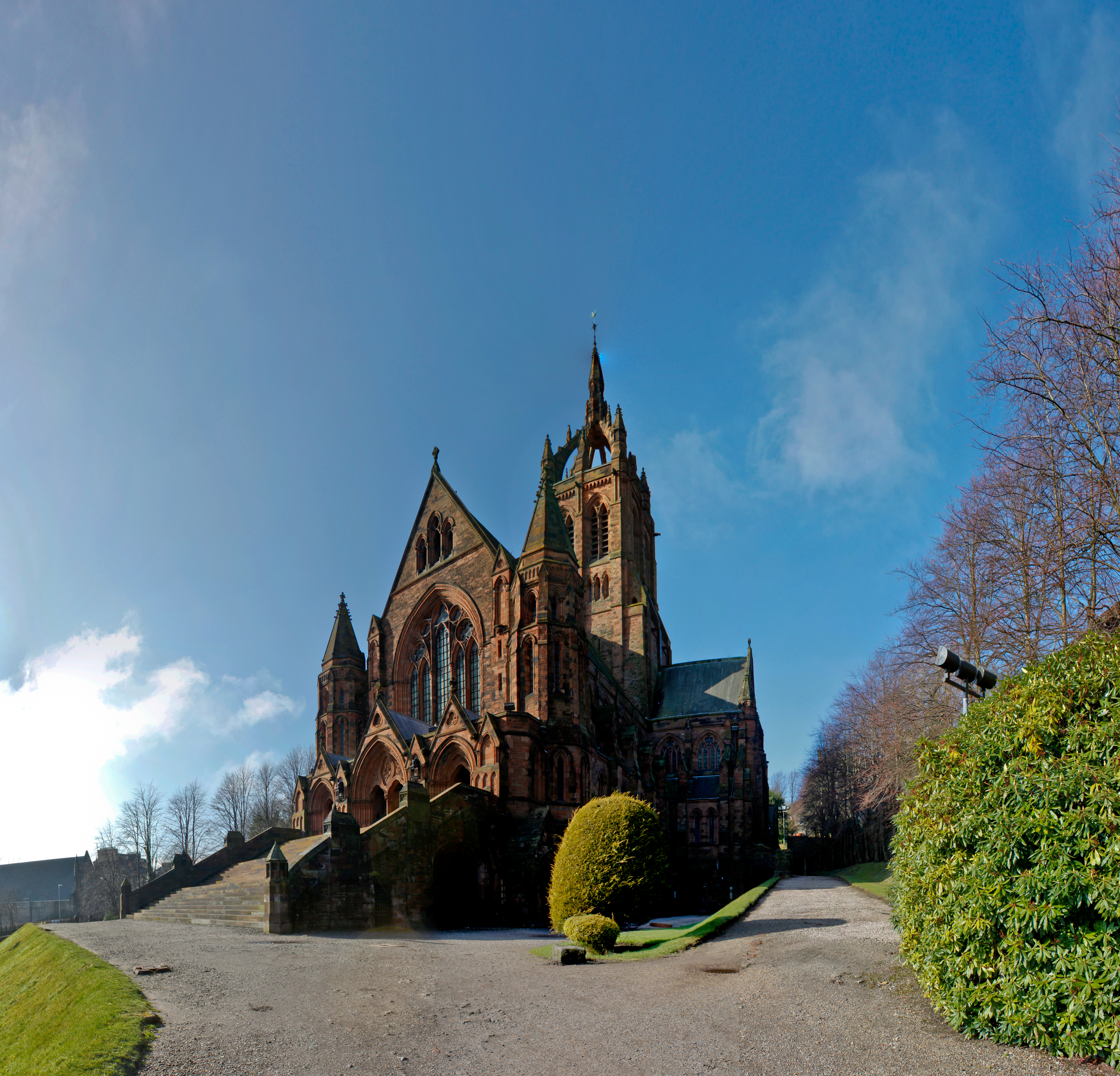
Thomas Coats Memorial Church
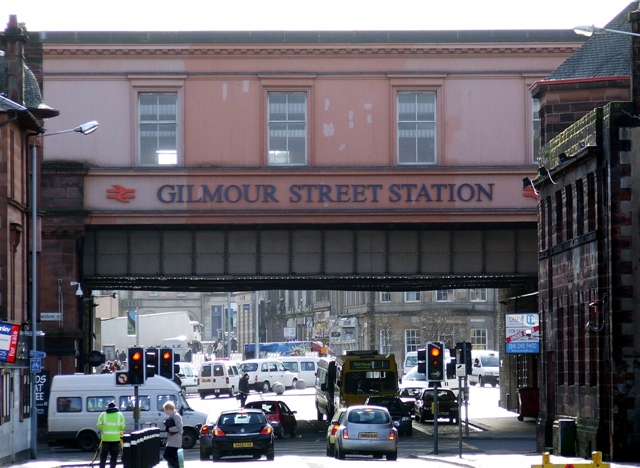
Nádraží na Gilmour Street
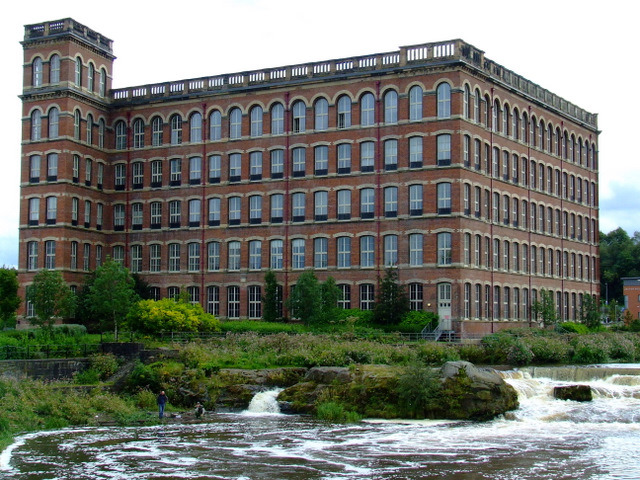
Bývalá přádelna firmy Anchor